# 花城 (電影)
《花城》（英語：The Last Affair），是1983年上映的一部香港愛情電影，由區丁平執導，鄭裕玲、周潤發、夏文汐、張國柱、馬斯晨等主演。電影講述幾名青年男女之間的多角戀故事。本片榮獲第3屆香港電影金像獎最佳新人（鄭裕玲）、最佳攝影，以及第21屆金馬獎最佳攝影三項大奖。

## 劇情
夏菁（鄭裕玲 飾）和偉明（張國柱 飾）是一對已婚夫婦，厭倦了這段關係的夏菁藉着參加好友阿冰（夏文汐 飾）的婚禮離開香港，出走法國。在這裡，她遇上了浪漫的文藝青年廣平（周潤發 飾），二人很快墮入愛河。廣平天性不羈浪蕩，平日喜歡拉小提琴，又當起了劇場演員，晚上則圍繞著酒吧與女人。看在眼內的阿冰反對二人之間的愛情，原來阿冰之前也與廣平有過關係。夏菁丈夫偉明到巴黎找她，夏菁在兩名男子之間不懂如何抉擇......

## 角色
| 演員             | 角色 | 備註               |
| 鄭裕玲           | 夏菁 | 已婚，出走法國     |
| 周潤發           | 廣平 | 法國華僑           |
| 夏文汐           | 阿冰 | 夏菁之友           |
| 張國柱           | 偉明 | 已婚，到法國尋妻   |
| 馬斯晨           | 美蘭 | 菲律賓少女         |
| 金張             | 兆唐 |                    |
| Patricia Tuilier | 蘇菲 | 法籍女子           |
| Neil Chan        | 阿勝 | 越南華僑，阿冰丈夫 |
| 逄思             |      |                    |
| 孫立先           |      |                    |

## 獎項
| 年份 | 頒獎典禮            | 獎項         | 獲提名 | 結果 |
| ---- | ------------------- | ------------ | ------ | ---- |
| 1984 | 第3屆香港電影金像獎 | 最佳新人     | 鄭裕玲 | 獲獎 |
| 1984 | 第3屆香港電影金像獎 | 最佳攝影     | 黃仲標 | 獲獎 |
| 1984 | 第3屆香港電影金像獎 | 最佳美術指導 | 張叔平 | 提名 |
| 1984 | 第3屆香港電影金像獎 | 十大華語片   |        | 獲獎 |
| 1984 | 第21屆金馬獎        | 最佳攝影     | 黃仲標 | 獲獎 |
| 1984 | 第21屆金馬獎        | 最佳美術設計 | 張叔平 | 提名 |
| 1984 | 第21屆金馬獎        | 最佳服裝設計 | 張叔平 | 提名 |
| 1984 | 第21屆金馬獎        | 最佳原著音樂 | 羅永暉 | 提名 |